# Championnat de Belgique féminin de football 2022-2023
Navigation
Super League 2021-2022 Super League 2023-2024
La saison 2022-2023 de la Super League belge de football féminin est la 52e édition de la première division belge, et la 8e Super League, après la fin de la BeNeLeague.

## Fonctionnement
Après une saison régulière avec des matchs aller et retour, du 12 août 2022 au 4 mars 2023 (soit 22 journées), les 6 premières équipes et les 5 dernières équipes forment deux playoffs (les playoffs 1 et 2) où elles s'affrontent avec la moitié des points acquis en saison régulière.

## Promotions, relégations et qualifications
Comme il n'y a pas eu de relégations la saison passée, avec l'arrivée du KV Malines le championnat passe à onze équipes.
L'équipe championne de Super League se qualifie pour la phase de qualification de la Ligue des champions féminine de l'UEFA 2023-2024.

## Localisation des clubs
| \| Standard de Liège Anderlecht La Gantoise Ladies Genk OH Louvain Bruges Alost Woluwé Charleroi Zulte Waregem KV Malines \| |
| Standard de Liège Anderlecht La Gantoise Ladies Genk OH Louvain Bruges Alost Woluwé Charleroi Zulte Waregem KV Malines       |

## Compétition

### Saison régulière
| Rang | Équipe                 | Pts | J  | G  | N | P  | Bp | Bc | Diff |
| ---- | ---------------------- | --- | -- | -- | - | -- | -- | -- | ---- |
| 1    | OHL                    | 54  | 20 | 17 | 3 | 0  | 71 | 7  | +64  |
| 2    | RSC Anderlecht T       | 52  | 20 | 17 | 1 | 2  | 65 | 20 | +45  |
| 3    | Standard de Liège      | 37  | 20 | 11 | 4 | 5  | 44 | 17 | +27  |
| 4    | Club Bruges            | 37  | 20 | 11 | 4 | 5  | 53 | 29 | +24  |
| 5    | KRC Genk Ladies        | 36  | 20 | 11 | 3 | 6  | 38 | 18 | +20  |
| 6    | La Gantoise            | 28  | 20 | 9  | 1 | 10 | 32 | 39 | -7   |
| 7    | SV Zulte Waregem       | 27  | 20 | 8  | 3 | 9  | 18 | 26 | -8   |
| 8    | Fémina White Star      | 22  | 20 | 6  | 4 | 10 | 24 | 42 | -18  |
| 9    | KV Malines             | 9   | 20 | 2  | 3 | 9  | 11 | 51 | -40  |
| 10   | Royal Charleroi SC     | 9   | 20 | 2  | 3 | 15 | 12 | 61 | -49  |
| 11   | Eendracht Alost Ladies | 4   | 20 | 1  | 1 | 18 | 9  | 67 | -58  |

| Légende : | Légende : |
| --------- | --- |
|           | Équipes qualifiées pour les play-offs 1 |
|           | Équipes qualifiées pour les play-offs 2 |
|           | T : Tenant du titre P : Promu Pts points ; G victoires ; N match nuls ; P défaites Bp buts marqués ; Bc buts encaissés ; Diff différence de buts |

### Play-offs 1
Les clubs commencent avec la moitié des points acquis lors de la phase régulière.
| Rang | Équipe            | Pts | J  | G | N | P | Bp | Bc | Diff |
| ---- | ----------------- | --- | -- | - | - | - | -- | -- | ---- |
| 1    | RSC Anderlecht T  | 47  | 10 | 7 | 0 | 3 | 22 | 12 | +10  |
| 2    | OHL               | 43  | 10 | 5 | 1 | 4 | 18 | 10 | +8   |
| 3    | Standard de Liège | 38  | 10 | 6 | 1 | 3 | 16 | 8  | +8   |
| 4    | KRC Genk Ladies   | 35  | 10 | 5 | 2 | 3 | 17 | 15 | +2   |
| 5    | Club Bruges       | 30  | 10 | 3 | 2 | 5 | 11 | 17 | -6   |
| 6    | La Gantoise       | 16  | 10 | 0 | 2 | 8 | 4  | 26 | -22  |

| Légende : | Légende : |
| --------- | --- |
|           | Qualification pour la ligue des champions |
|           | T : Tenant du titre P : Promu Pts points ; G victoires ; N match nuls ; P défaites Bp buts marqués ; Bc buts encaissés ; Diff différence de buts |

### Play-offs 2
| Rang | Équipe                 | Pts | J | G | N | P | Bp | Bc | Diff |
| ---- | ---------------------- | --- | - | - | - | - | -- | -- | ---- |
| 1    | SV Zulte Waregem       | 29  | 8 | 4 | 3 | 1 | 16 | 8  | +8   |
| 2    | KV Malines             | 25  | 8 | 6 | 2 | 0 | 20 | 6  | +14  |
| 3    | Fémina White Star      | 17  | 8 | 1 | 3 | 4 | 8  | 16 | -8   |
| 4    | Royal Charleroi SC     | 13  | 8 | 2 | 2 | 4 | 6  | 10 | -4   |
| 5    | Eendracht Alost Ladies | 8   | 8 | 2 | 0 | 6 | 11 | 21 | -10  |

| Légende : | Légende : |
| --------- | --- |
|           | T : Tenant du titre P : Promu Pts points ; G victoires ; N match nuls ; P défaites Bp buts marqués ; Bc buts encaissés ; Diff différence de buts |

## Statistiques individuelles
Mise à jour le 28 novembre 2022.
|    | Joueuse             | Club              | Buts |
| -- | ------------------- | ----------------- | ---- |
| 1. | Davinia Vanmechelen | Club Bruges       | 16   |
| 2. | Ella Van Kerkhoven  | OHL               | 12   |
| 3. | Marie Minnaert      | Anderlecht        | 10   |
| 4. | Noémie Gelders      | Standard de Liège | 9    |
| 5. | Lore Jacobs         | Anderlecht        | 8    |